# Eremobelba tuberculata
Eremobelba tuberculata är en kvalsterart som beskrevs av Sandór Mahunka 1982. Eremobelba tuberculata ingår i släktet Eremobelba och familjen Eremobelbidae. Inga underarter finns listade i Catalogue of Life.